# Сомервелл (округ, Техас)
Шаблон:StateAbbr_ 32°13′ пн. ш. 97°46′ зх. д. / 32.22° пн. ш. 97.77° зх. д.
Округ  Сомервелл (англ. Somervell County) — округ (графство) у штаті  Техас, США. Ідентифікатор округу 48425.

## Історія
Округ утворений 1875 року.

## Демографія
За даними перепису 2000 року загальне населення округу становило 6809 осіб, усе сільське. Серед мешканців округу чоловіків було 3398, а жінок — 3411. В окрузі було 2438 домогосподарств, 1840 родин, які мешкали в 2750 будинках. Середній розмір родини становив 3,17.
Віковий розподіл населення поданий у таблиці:
| Стать    | До 15 років | 15-21 | 22-29 | 30-39 | 40-49 | 50-65 | 65-85 | Понад 85 |
| -------- | ----------- | ----- | ----- | ----- | ----- | ----- | ----- | -------- |
| Чоловіки | 805         | 390   | 293   | 448   | 571   | 515   | 335   | 41       |
| Жінки    | 736         | 323   | 254   | 502   | 550   | 515   | 416   | 115      |

## Суміжні округи
- Гуд — північ
- Джонсон — схід
- Боскі — південь
- Ерат — захід

## Виноски
1. ↑  U.S. Decennial Census. United States Census Bureau. Архів оригіналу за 19 липня 2018. Процитовано 10 травня 2015.
2. ↑  Texas Almanac: Population History of Counties from 1850–2010 (PDF). Texas Almanac. Архів оригіналу (PDF) за 26 лютого 2015. Процитовано 10 травня 2015.
3. ↑  State & County QuickFacts. United States Census Bureau. Архів оригіналу за 20 липня 2011. Процитовано 24 грудня 2013. [Архівовано 2011-10-18 у Wayback Machine.](англ.) Наведено за англійською вікіпедією.
4. ↑  American FactFinder. Бюро перепису населення США. Архів оригіналу за 26 лютого 2012. Процитовано 31 січня 2008. [Архівовано 2008-05-21 у Wayback Machine.]

| США | Це незавершена стаття з географії США. Ви можете допомогти проєкту, виправивши або дописавши її. |